# Phyllachora cannabis
Phyllachora cannabis är en svampart som beskrevs av Henn. 1908. Phyllachora cannabis ingår i släktet Phyllachora och familjen Phyllachoraceae.   Inga underarter finns listade i Catalogue of Life.